# سيجفريد لندبرغ
سيجفريد لندبرغ (بالسويدية: Sigfrid Lundberg) مواليد 15 فبراير 1895 في أوبسالا - الوفاة 19 مايو 1979 في أوبسالا، كان دراج سويدي في صنف سباق الدراجات على الطريق. سبق أن شارك في دورة الألعاب الأولمبية الصيفية وفاز بميدالية أولمبية.

## الميداليات
| الميدالية | المسابقة                       |
| --------- | ------------------------------ |
| فضية      | الألعاب الأولمبية الصيفية 1920 |

## روابط خارجية
- سيجفريد لندبرغ على موقع أرشيف الدراجات (الإنجليزية)
- سيجفريد لندبرغ على موقع إحصائيات الدراجات الإحترافية (الإنجليزية)
- سيجفريد لندبرغ على موقع أوليمبيديا (الإنجليزية)
- سيجفريد لندبرغ على موقع اللجنة الأولمبية السويدية (السويدية)
- profile